# Legio VI Parthica

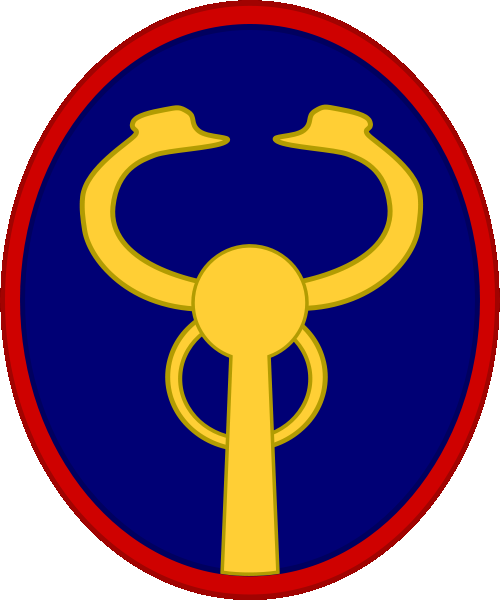
Escudo de la Sexta Parthica, reconstruido de acuerdo con la Notitia dignitatum.

La Legio VI Parthica (Sexta legión «de Partia») fue una legión romana creada por el emperador Diocleciano a finales del siglo III. Defendía las provincias orientales del Imperio, entre el Éufrates y el Tigris amenazadas por Persia. Para entonces, a pesar del nombre que se dio a esta legión, ya no había ningún imperio parto, sino que Persia estaba dominada por los sasánidas. Tras la campaña persa de Juliano (363), que supuso la pérdida de parte del territorio al este del Éufrates, de manera que esta legión pasó a estar entre la infantería móvil de Oriente. Así se recoge en la Notitia Dignitatum, donde la Sexta Parthica («Sexta Pártica») es una de las legiones pseudocomitatenses bajo el mando del Magister Militum per Orientem.